# Aldea en Cabo
Aldea en Cabo è un comune spagnolo di 186 abitanti situato nella comunità autonoma di Castiglia-La Mancia.